# Catherine de Vivonne
Catherine de Vivonne, també coneguda com a marquesa de Rambouillet (Roma, 13 de desembre de 1588- París, 27 de desembre de 1665), creà i mantingué el primer saló literari parisenc al seu palau Hôtel de Rambouillet, situat a la rue de Saint Thomas du Louvre, aproximadament al lloc que ocupa actualment el Pavillon Turgot del Museu del Louvre. Iniciava així, el 1620, el que s'ha conegut després com a «cultura dels salons», basada en l'art de la conversa, que va influir poderosament en la literatura francesa del segle xvii.

## El saló de l'Hôtel de Rambouillet
Catherine de Vivonne era filla d'un diplomàtic, Jean de Vivonne, marquès de Pisani, senyor de Saint-Gouard, ambaixador francès a Roma, i d'una noble italiana, Giulia Savelli.
Casada als 12 anys amb el futur marquès de Rambouillet, s'establí a París i volgué reunir al seu voltant les figures més rellevants de la cultura de l'època, creant un pol d'atracció llunyà de la cort, que considerava massa rude. Apassionada de les arts, la literatura, la història, dominant diversos idiomes, i havent estudiat els clàssics, va voler conrear les maneres, les arts i els ideals platònics. Mentre reivindicava un paper actiu de les dones en els afers de la nació, aconsellà als principals escriptors que freqüentaven casa seva costums i modals cortesos.
Aquest saló, al qual assistien pensadors, artistes i escriptors –homes i dones–, va ser un dels pocs que donaren preponderància a la dona, a diferència dels altres salons que eren freqüentats, gairebé exclusivament, per homes. Amb aquesta finalitat, Madame de Rambouillet dirigia, amb gran encert, un grup de dones joves, totes de bon bressol, que amenitzaven les reunions amb el seu encant i gràcia. L'ajudà la seva filla Giulia (1607 – 1671), en honor de la qual es va compondre La garlanda, fins que aquesta es va casar, el 1645, amb el duc de Montausier.
Per això va reconstruir el palauet (hôtel) de la família –en projectà ella mateixa la reforma i en dibuixà els plànols– amb l'objectiu que tingués habitacions àmplies més preparades per a les recepcions, i una successió de salons comunicats entre si a l'estil italià. La sala principal destinada a les tertúlies, entapissada amb seda blava, fou coneguda com la Chambre Bleue. A més de cultivar la conversa, en aquest saló s'hi representaven obres de teatre, o bé se'n llegien en veu alta.

### Assistents
Entre les persones que freqüentaven el saló Rambouillet cal esmentar:
- François de Malherbe

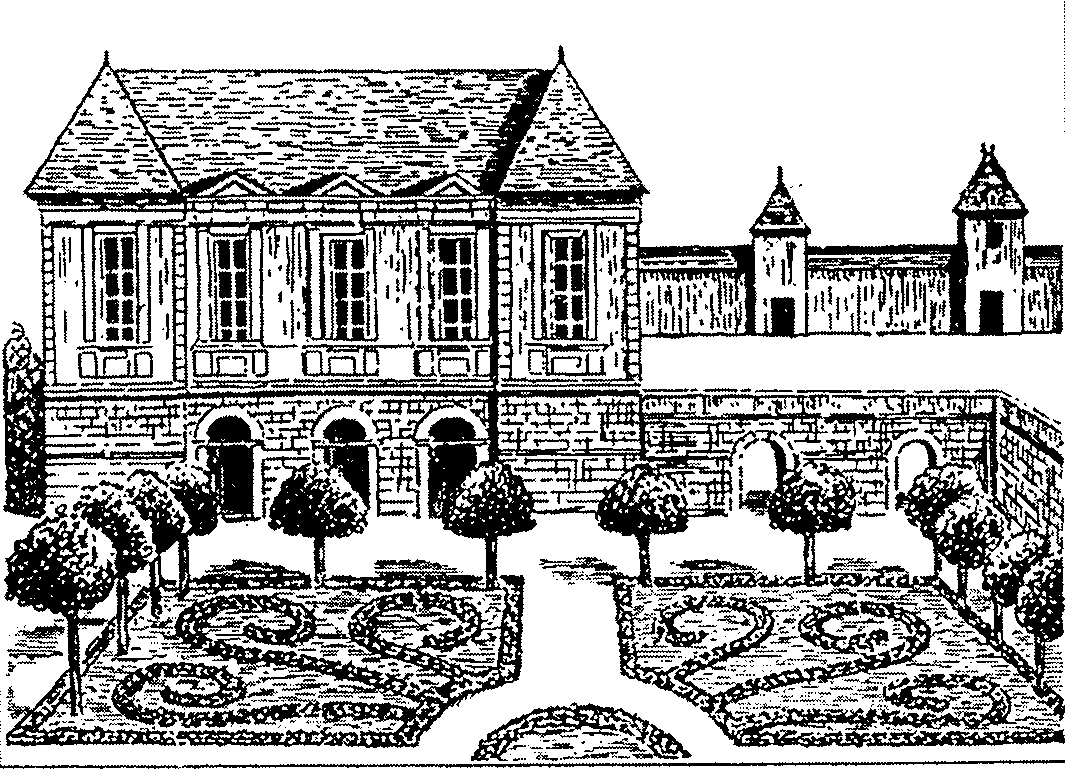
Exterior del Palau de la Marquesa de Rambouillet

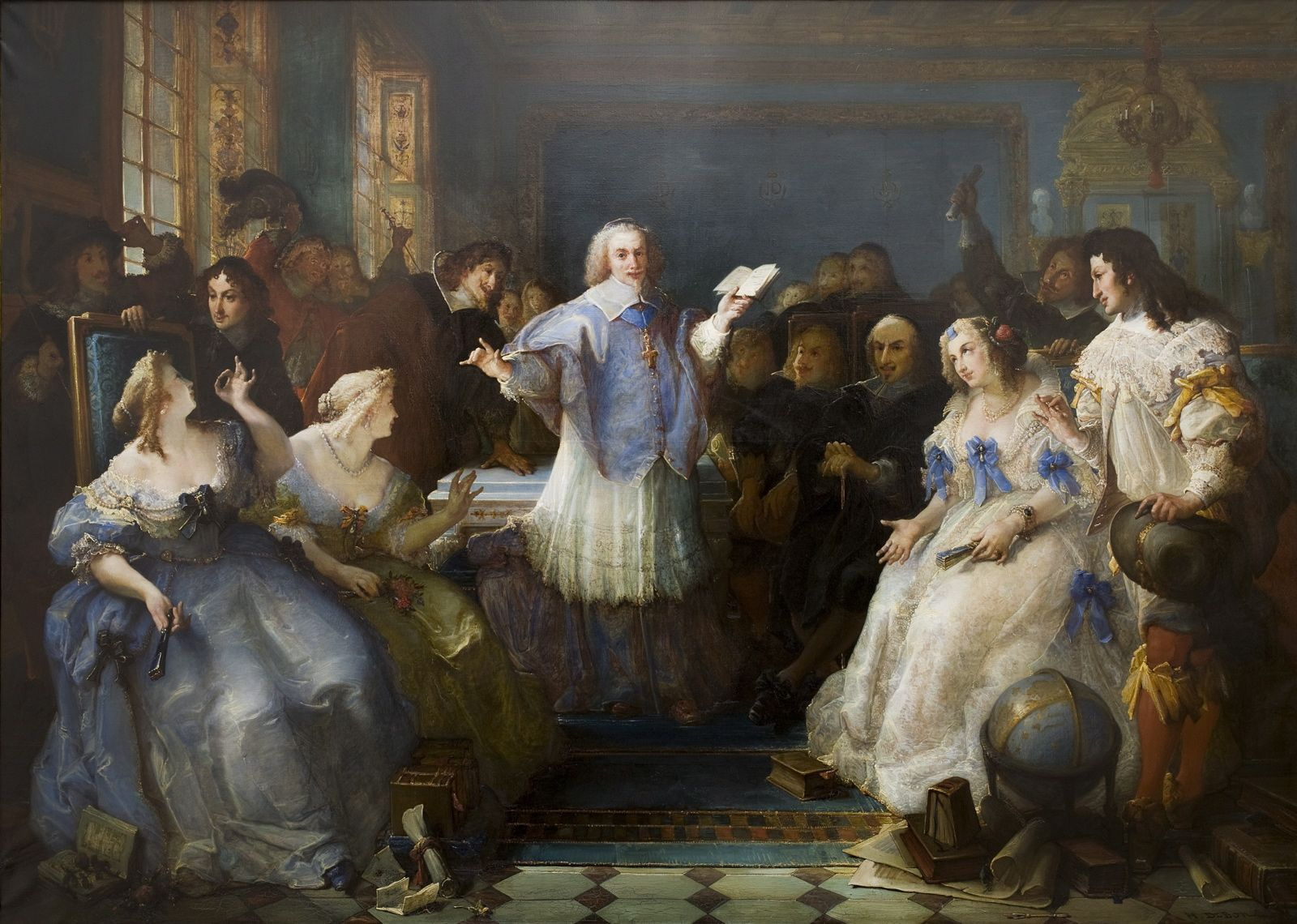
L'Hotel de Rambouillet recreat en una pintura de François Debon

- Exterior del Palau de la Marquesa de RambouilletL'Hotel de Rambouillet recreat en una pintura de François DebonAnne Geneviève de Bourbon-Condé, duquessa de Longueville
- Angélique Paulet
- Marie-Madeleine Pioche de la Vergne, Madame de La Fayette
- Marquesa de Sévigné
- François Maynard
- Honorat de Bueil, marquès de Racan
- Cardenal Richelieu
- Marc-Antoine Girard de Saint-Amant
- Madeleine de Scudéry
- Georges de Scudéry
- Jean Desmarets de Saint-Sorlin
- Jean-Louis Guez de Balzac
- Antoine Godot
- Roger de Rabutin, comte de Bussy-Rabutin
- Claude de Malleville
- Jean Ogier de Gombauld
- Pierre Corneille
- Guillaume Colletet
- Claude Favre de Vaugelas
- Gédéon Tallemant des Réaux
- Vincent Voiture

### Decadència preciosista
Després dels anys d'apogeu d'aquest saló, entre 1638 i 1645, en què assolí el màxim prestigi, s'inicià una certa decadència, empesa per una exageració de la cortesia, els jocs lingüístics, les metàfores complexes i un excés de refinament en l'expressió que s'anomenà preciosisme, i del qual el saló de Catherine de Vivonne acabà essent el màxim exponent. El que s'havia iniciat com un joc de subtileses degenerà en l'exageració de l'artifici i l'extravagància, que Molière satiritzà en la seva obra Les Précieuses ridicules. El saló desaparegué entre 1645 i 1650.

## Recreacions
Anomenada Arthénice, anagrama compost per Malherbe, Madame de Rambouillet està representada pel personatge de Cléomire a l'obra Artaméne ou le Grand Cyrus, escrita per Madeleine de Scudéry.